# 高山乡 (新田县)
高山乡，是中华人民共和国湖南省永州市新田县下辖的一个乡镇级行政单位。

## 行政区划
高山乡下辖以下地区：
高山村、石门头村、周家村、程家村、洞水村、邝家村、龙山村、塘下村、何佑村、何昌村、秀岗村、洪仁村、梅家村、石古凤村和三千圩村。